# آمبالاروندرا
آمبالاروندرا (به لاتین: Ambalarondra) یک منطقهٔ مسکونی در ماداگاسکار است که در آتسینانانا واقع شده‌است. آمبالاروندرا ۱۲٬۸۸۴ نفر جمعیت دارد و ۱۶۹ متر بالاتر از سطح دریا واقع شده‌است.